# Tres Lagunas
Tres Lagunas é um município da Argentina, localizada na província de Formosa.